# 러시아어 음운론
이 문서는 모스크바 방언에 기초한 표준 러시아어의 음운 체계를 다룬다. 러시아어의 음운으로서의 모음은 보통 다섯 개로 지적되지만, /ɨ/가 /i/와는 별개의 음소라는 논쟁이 존재한다. 러시아어의 자음은 34개가 있고, 이는 경음(твёрдый[ˈtvʲɵ.rdɨj])과 연음(мягкий[ˈmʲæ.xʲkʲɪj])으로 구분된다. 경음이 무표적이고 일반적인 자음인 데 비해 연음은 구개음화된 자음을 의미한다.
러시아어는 강세가 오지 않은 음절에서 모음의 음가가 변하는 소위 모음 축약이라 불리는 현상이 나타난다. 이는 영어에도 강세가 없는 음절의 모음이 슈와([ə])로 축약되는 것이 나타날 정도로 일반적인 현상이지만, 다른 슬라브어파 언어들인 폴란드어, 체코어 등지에서는 나타나지 않는다.

## 모음
러시아어는 강세가 있는 음절에서 다섯 개(/a e i o u/) 혹은 다른 분석에 의하면 여섯 개(/a e i ɨ o u/)의 모음을 보인다. 그러나 강세가 없는 음절에서는 경음 뒤에서는 세 개(/a i u/, /ɨ/를 별개의 음운으로 인정하면 /a ɨ u/), 연음 뒤에서는 두 개(/i u/)만 나타난다.
|        | 전설 | 중설 | 후설 |
| ------ | ---- | ---- | ---- |
| 고모음 | i    | (ɨ)  | u    |
| 중모음 | e    |      | o    |
| 저모음 |      | a    |      |

러시아어에 모음이 몇 개 존재하는지는 오랫동안 논쟁의 대상이 되어왔다. 논쟁의 핵심은 [ɨ]가 /i/의 변이음인지 혹은 /i/와 별개인 음소인지에 관한 것이다. 모스크바 학파는 경음 뒤에만 출현하는 [ɨ]와 그 밖의 환경에서 출현하는 [i]가 상보적 분포를 보이는 것을 근거로 하여 5모음 체계를 주장한다.

러시아어 모음 사각도

상트페테르부르크 학파의 6모음 체계는 다음과 같은 현상을 근거로 들고 있다.
- 러시아어 원어민 화자들은 [ɨ]만 단독으로도 발음할 수 있다. (예를 들면 알파벳 이름에서 И[i]와 Ы[ɨ]의 구별)
- 어두에 [ɨ]가 드물게라도 나타난다. (икать 'и 소리를 내다'와 ыкать 'ы 소리를 내다'의 최소대립쌍이 존재)
- 경음과 연음 사이에 형태론적 교체가 나타난다. (готов[ɡɐˈtof]('준비된', 남성 단수 단어미 형용사)와 готовить[ɡɐˈtovʲɪtʲ]('준비하다', 불완료상 동사 원형))

모스크바 학파를 따라 러시아어에는 모음이 다섯 개가 있다고 보는 시각이 지배적이지만, 러시아 교육에서는 전통적으로 여섯 개의 모음이 있다고 가르쳐 왔다. (음소라는 용어를 사용하지 않은 것에 유의.)
공통 슬라브어를 재구해보면, *i([i])와 *y([ɨ])는 각각 슬라브 조어의 *ī와 *ū에서 유래한 별개의 음소였음이 드러난다. 그러나 러시아어에서 나타나는 이 두 소리 사이의 수많은 교체는 역사적으로 어느 순간엔가 러시아어의 모음 체계가 [i]와 [ɨ]를 서로의 변이음으로 보도록 재구조화되었음을 시사한다.

### 변이음
| 음소                                                           | 환경         | 철자 | 강세 | 비강세 |
| -------------------------------------------------------------- | ------------ | ---- | ---- | ------ |
| /a/                                                            | V, CV        | а    | ä ɑ  | ə, ɐ   |
| /a/                                                            | CʲV(C) CʲVCʲ | я    | ä æ  | ɪ      |
| /o/                                                            | V, CV        | о    | o̞    | ə, ɐ   |
| /o/                                                            | CʲV          | ё    | ɵ̞    | ɪ*     |
| /e/                                                            | V, CV        | э, е | ɛ    | ɨ̞      |
| /e/                                                            | CʲV          | е    | e    | ɪ      |
| /u/                                                            | V, CV        | у    | u    | ʊ      |
| /u/                                                            | CʲV(C) CʲVCʲ | ю    | u ʉ  | ʊ ʊ̈    |
| /ɨ/†                                                           | V, CV        | ы, и | ɨ    | ɨ̞      |
| /i/†                                                           | V, CʲV       | и    | i    | ɪ      |
| * 철자상으로는 е로 쓰인다. † 별개의 음소인지는 논쟁 중에 있다. |              |      |      |        |

러시아어의 모음은 강세의 유무와 이웃한 자음들의 구개음화 여부에 따라 상당한 변이음을 보인다. 강세를 가장 받지 않는 위치에서는 경음 뒤에서는 세 개(/a i u/, /ɨ/를 별개의 음운으로 인정하면 /a ɨ u/), 연음 뒤에서는 두 개(/i u/)의 음소로만 구분되어 발음된다. 강세가 없는 /a/와 /o/, 강세가 없는 /e/와 /i/는 각각 /a/와 /i/로 합류한다. 또한 연자음 뒤에서는 /u/를 제외한 강세 없는 나머지 네 개의 모음이 합류한다. 그러나 이 합류 중 어느 것도 철자에 반영되진 않는다.

#### 전설 모음
선행하는 자음이 경음일 때 /i/는 [ɨ]가 된다. 강세를 받지 않았을 때 /i/는 근고모음이 된다. 즉 경음 뒤에서는 [ɨ̞], 그 밖의 환경에서는 [ɪ]가 되는 것이다. 연음 사이에 놓인 /i/는 강세를 받든 받지 않든 пить[pʲi̝tʲ]('마시다')와 маленький[ˈmalʲɪ̝nʲkʲɪj]('작은')에서처럼 고모음화된다. 혀끝소리나 혓바닥소리가 [ɨ]의 앞뒤에 동시에 놓이면 [ɨ̟]로 전설모음화된다. 입술소리 + /l/의 자음군 뒤에서는 [ɨ̟]는 плыть[plɨ̠tʲ]('헤엄치다')에서와 같이 후설모음화하고, [ɯ̟ɨ̟]로 약간 이중모음화한다.
고유어 단어들에서 /e/는 짝이 없는 자음(즉, 권설음과 ц/t͡s/)과 연음 뒤에서만 나타난다. 권설음 세 개는 연구개음이 전설 모음 앞에서 구개음화한 슬라브어 1차 구개음화로부터, /t͡s/는 슬라브어 2차 구개음화와 슬라브어 3차 구개음화로부터 온 것이고, 그 밖의 자음들도 전설 모음 앞에서 연음이 되었기 때문이다. 연음 뒤에서 /e/는 중설 모음([e̞] 또는 [ɛ̝])인 반면 연음 앞에서는 고모음화하여 [e]가 된다. 또다른 변이음인 중저모음 [ɛ]는 단어의 처음에서만 나타나고 연음의 앞이나 뒤에서는 결코 나타나지 않는다. (따라서 간략한 표기를 위해 [ɛ̝]를 발음 구별 기호 없이 쓰기로 한다.) 경음이 선행하면 /e/를 후설모음화해 [ɛ̠]와 [e̠]가 되게 한다. жест[ʐɛ̠st]('제스처')와 цель[t͡se̠lʲ]('목표')의 발음을 참고하라.
다른 언어로부터 들여온 단어들에서 /e/가 연자음 뒤에 나타나는 경우는 거의 없다. 단어가 완전히 러시아어에 받아들여지기 전까지는 원래의 발음을 유지한다. 예를 들면 шофёр(프랑스어 chauffeur의 차용어)는 12세기 초에는 [ʂoˈfɛr]로 발음되었지만 지금은 [ʂɐˈfʲɵr]로 발음된다. 반면 отель[ɐˈtɛlʲ]('호텔')과 같은 단어는 러시아어에 오래 있었음에도 경자음을 유지하고 있다.

#### 후설 모음
연자음 사이에서 пять[pʲætʲ]('5')에서와 같이 /a/는 [æ]로 발음된다. 연음 뒤에 있지 않을 때 палка[ˈpɑ̟lkə]('막대기')에서와 같이 /a/는 /l/ 앞에서 [ɑ̟]로 후설모음화한다.
대부분의 화자들에게 /o/는 중모음으로 발음되지만 몇몇 화자들에게 더 아래에서 발음될 수 있다. тётя[ˈtʲɵ.tʲə]('이모, 고모')에서와 같이 연자음 뒤에 출현할 때 /o/는 [ɵ̞]로 중설화한다.
다른 후설 모음처럼 /u/는 чуть[t͡ɕʉtʲ]('좁게')에서와 같이 중설모음화한다. 강세가 없으면 /u/는 근고모음이 된다.

## 같이 보기
- 러시아어 문자